# Aichi-præfekturet
Aichi-præfekturet (愛知県 Aichi-ken) er et præfektur i Japan.
Præfekturet ligger i regionen Chūbu på den sydlige del af Japans hovedø Honshū. Det har 7.521.192 (2021) indbyggere og et areal på 5.165 km2, 5.173 km2
. Hovedbyen er byen Nagoya.